# 那須町立黒田原中学校
那須町立黒田原中学校（なすちょうりつ くろだはらちゅうがっこう）は、栃木県那須郡那須町寺子丙にあった公立中学校。

## 概要
2017年4月に東陽中学校と統合し、那須中央中学校となって同校は閉校した。校舎は、改修・整備工事などを行い那須中央中校舎として利用。
校歌泉漾太郎作詞、平岡均之作曲

## 沿革
- 1947年
  - 4月1日 - 創立
  - 5月3日 - 開校式挙行
- 1949年
  - 1月1日 - 第1校舎落成
  - 10月19日 - 第2校舎落成
- 1952年
  - 5月13日 - 第3校舎落成
  - 8月1日 - 文部省指定「産業教育」研究校
- 1956年2月18日 - 校歌、校旗制定
- 1959年10月23日 - 県教育委員会指定「健康教育研究発表」
- 1962年2月9日 - 特別教室落成（音楽・理科・技家）
- 1964年1月22日 - 金工室落成
- 1965年9月2日 - 特殊学級開級式
- 1966年3月1日 - 体育館落成
- 1968年12月4日 - 調理室落成
- 1969年
  - 10月30日 - 給食室落成
  - 11月4日 - 完全給食実施
- 1974年7月17日 - プール落成
- 1975年
  - 8月23日 - 鉄筋3階建て校舎竣工
  - 9月16日 - 新校舎に移転
- 1976年
  - 4月1日 - 那須町立大島中学校と統合。
  - 4月20日 - 新校舎落成式
- 1977年4月7日 - 文部省指定「生徒指導」研究校
- 1992年
  - 4月1日 - 県教育委員会指定「いきいき教育活動実践」モデル校
  - 10月1日 - 夢の広場完成
- 1993年
  - 4月1日 - 県教育委員会指定「高齢者福祉教育活動実践」モデル校
  - 4月1日 - 町教育委員会指定「コンピュータ教育」推進校
- 1996年
  - 4月1日 - 県教育委員会指定「高齢者福祉教育地域交流」推進校
  - 4月1日 - 県教育委員会指定「いきいきマイスクールインとちぎ」推進校（-1997年度）
- 1997年
  - 3月4日 - 格技室竣工
  - 4月1日 - 県教育委員会指定「ゆとりある教育活動推進モデル事業」（-1999年度）
- 2002年3月4日 - 体育館落成
- 2003年4月1日 - 文部科学省指定「学力向上フロンティア」（-2004年度）
- 2004年3月4日 - プール完成
- 2005年6月15日 - 栃木優良学校賞受賞
- 2011年4月8日 - 東日本大震災被災により、黒田原小学校4年生以上を受け入れ授業（-2011年12月22日）
- 2017年
  - 2月25日 - 閉校式[3]
  - 3月31日 - 閉校（東陽中学校と統合し、那須中央中学校として開校）[1]

## 交通
- JR東北本線 黒田原駅より約1.2km
- 関東自動車伊王野線 役場前バス停より約1.0km